# 緒方章
緒方 章（おがた あきら、1887年10月26日 - 1978年8月22日）は、日本の薬学者、東京大学名誉教授。薬学博士。日本の内分泌科学の創始者で、国内の薬学、薬業の発展に貢献した。幕末の蘭方医・緒方洪庵の孫。

## 略歴
- 1887年、誕生。父親は洪庵の次男・緒方惟準、母親は佐藤泰然の孫・吉重。
- 1912年東京帝国大学医科大学薬学科を卒業。長井長義に師事する。
- 1919年に学位を得て、ベルリン大学へ留学し、実験薬理学を研究する。
- 1920年東京帝大医学部助教授、1930年同学部教授となり、新設の臓器薬品化学講座を担当した。1948年に退官、名誉教授となる。

中央薬事審議会会長、日本薬学会会頭、日本薬剤師会会長、内分泌学会会長などを歴任した。

## 業績
甲状腺ホルモンの研究を行い、特に兄の緒方知三郎と共にウシの耳下腺から唾液腺ホルモン、パロチンを単離・製品化することに寄与した。
1919年にはメタンフェタミン（ヒロポン）の結晶化に成功している。